# Barvínek
Barvínek (Vinca), v minulosti též nazývaný brčál, je rod rostlin z čeledi toješťovité. Barvínky jsou vytrvalé byliny a polokeře s jednoduchými, celokrajnými, vstřícnými listy a pohlednými, nejčastěji modrofialovými květy. Rod zahrnuje 6 druhů a je rozšířen v Evropě, severozápadní Africe a jihozápadní Asii. V České republice roste jediný druh, barvínek menší. Barvínky mají význam v lékařství a jsou pěstovány jako okrasné rostliny.

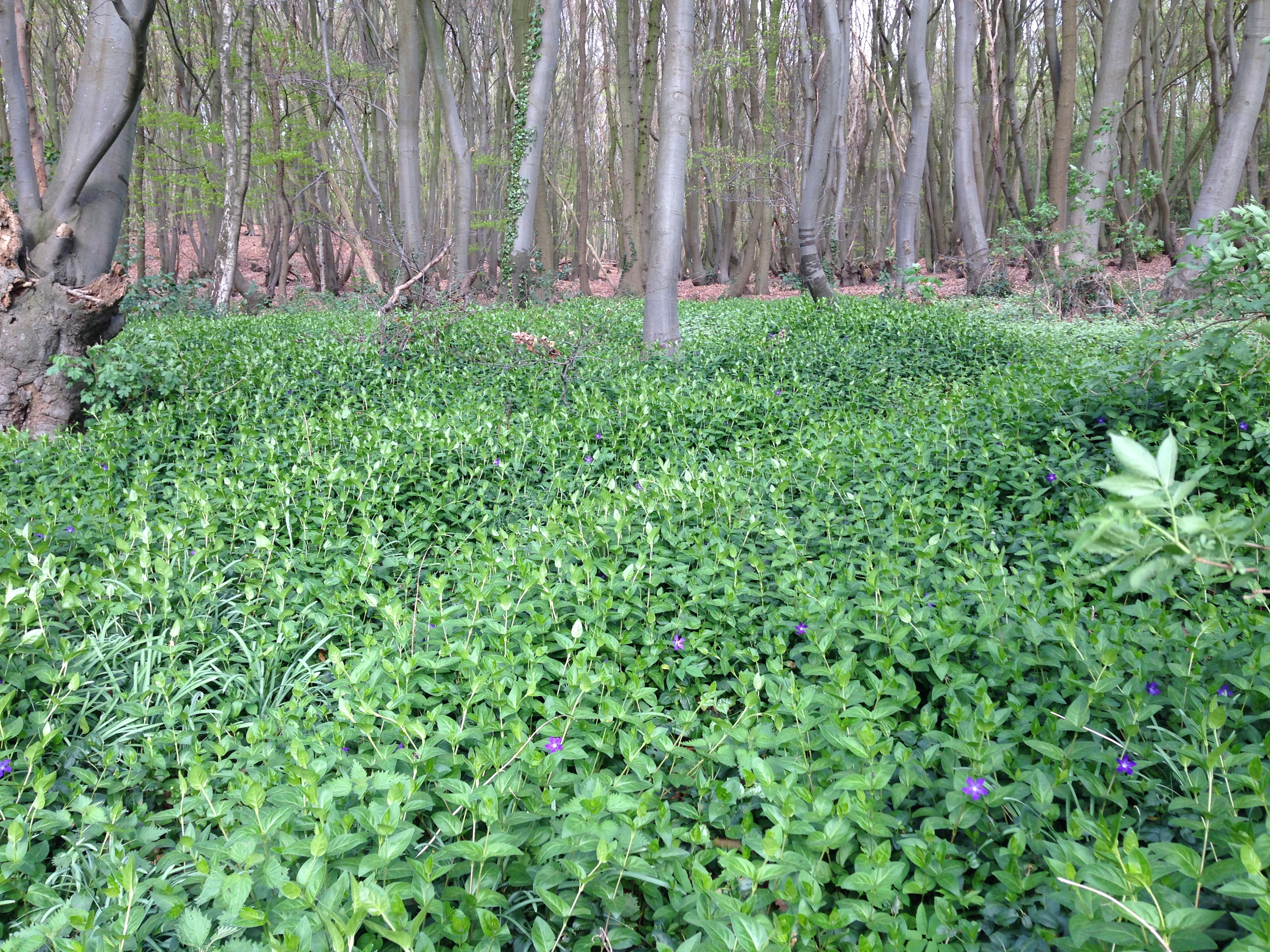
Porost barvínku většího

## Popis
Barvínky jsou vytrvalé byliny nebo řidčeji polokeře. Lodyhy jsou poléhavé nebo řidčeji přímé, na bázi dřevnatějící. Obsahují vodnatou šťávu. Oddenek je dlouze plazivý. Listy jsou jednoduché, vstřícné, kožovité, krátce řapíkaté až přisedlé, celokrajné, bez palistů. Listy jsou většinou stálezelené, řidčeji na zimu odumírají i s nadzemní částí stonků (např. barvínek bylinný). Květy jsou jednotlivé (výjimečně ve dvoukvětých vrcholících), úžlabní. Kalich je drobný, bez žlázek, s krátkou trubkou a dlouze zašpičatělými kališními cípy. Koruna je nejčastěji modrá až fialová, řidčeji červená nebo bílá, řepicovitá, s válcovitou korunní trubkou. Okraje korunních laloků se překrývají směrem doleva. V ústí korunní trubky jsou chlupy nebo šupiny. Tyčinek je 5 a jsou nitkami přirostlé v dolní polovině korunní trubky. Gyneceum je svrchní, složené ze 2 volných plodolistů. Čnělka je nitkovitá, zakončená hlavatou, na konci hustě chlupatou bliznou. Pod bliznou je prstencovitý val. Plodem je souplodí na bázi srostlých, válcovitých měchýřků. Měchýřky pukají břišním švem a obsahují úzce elipsoidní, lysá semena.

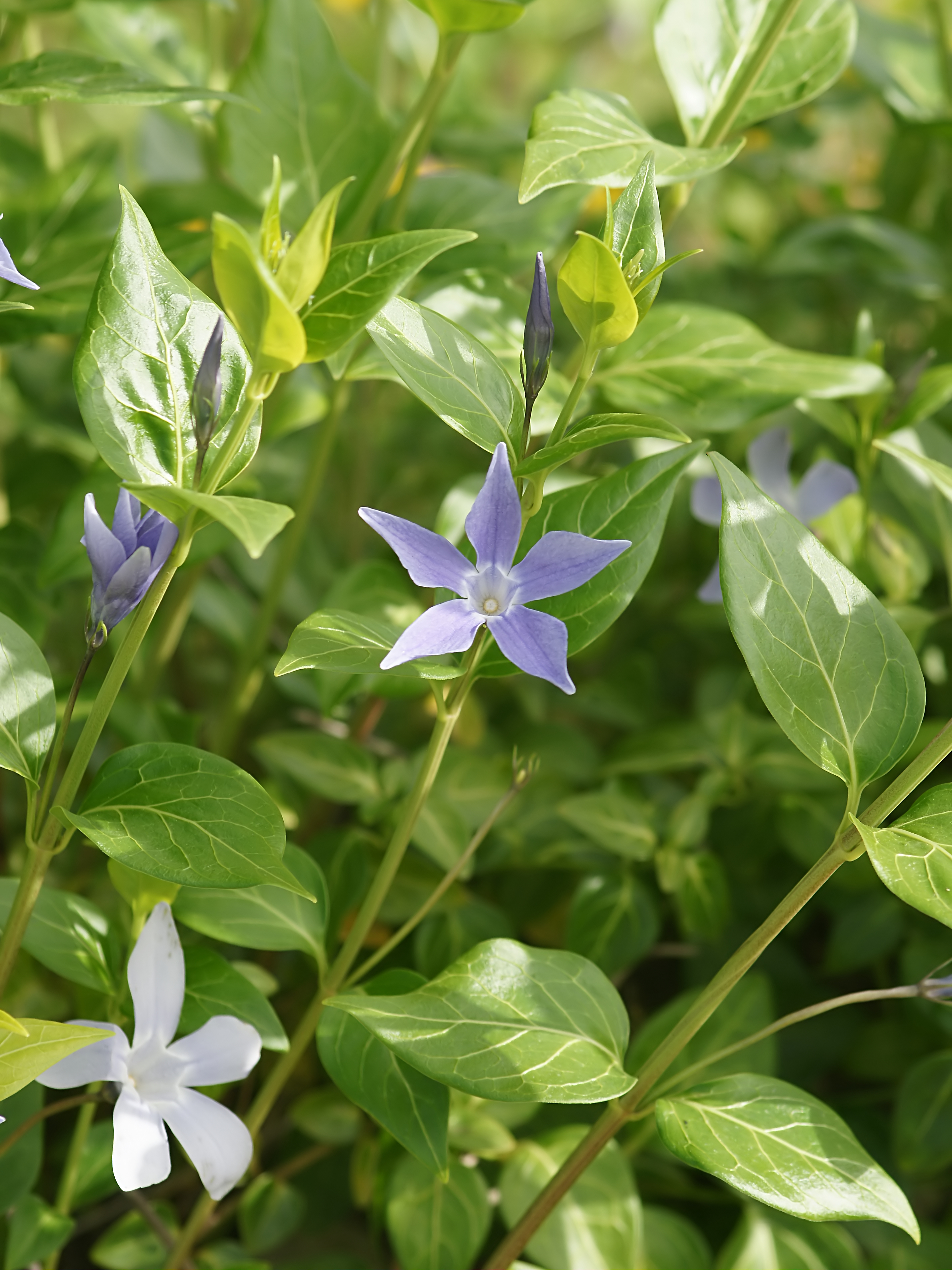
Barvínek Vinca difformis subsp. sardoa
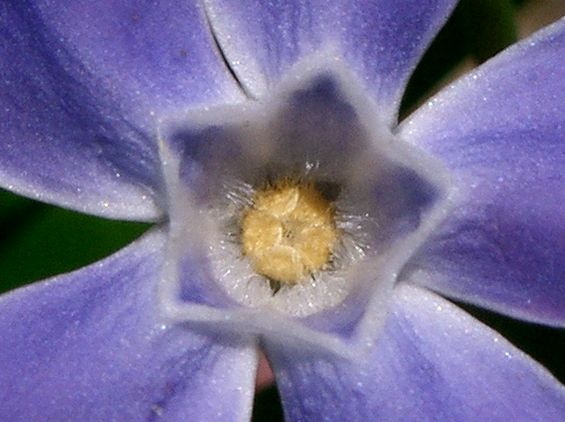
Detail středu květu barvínku většího
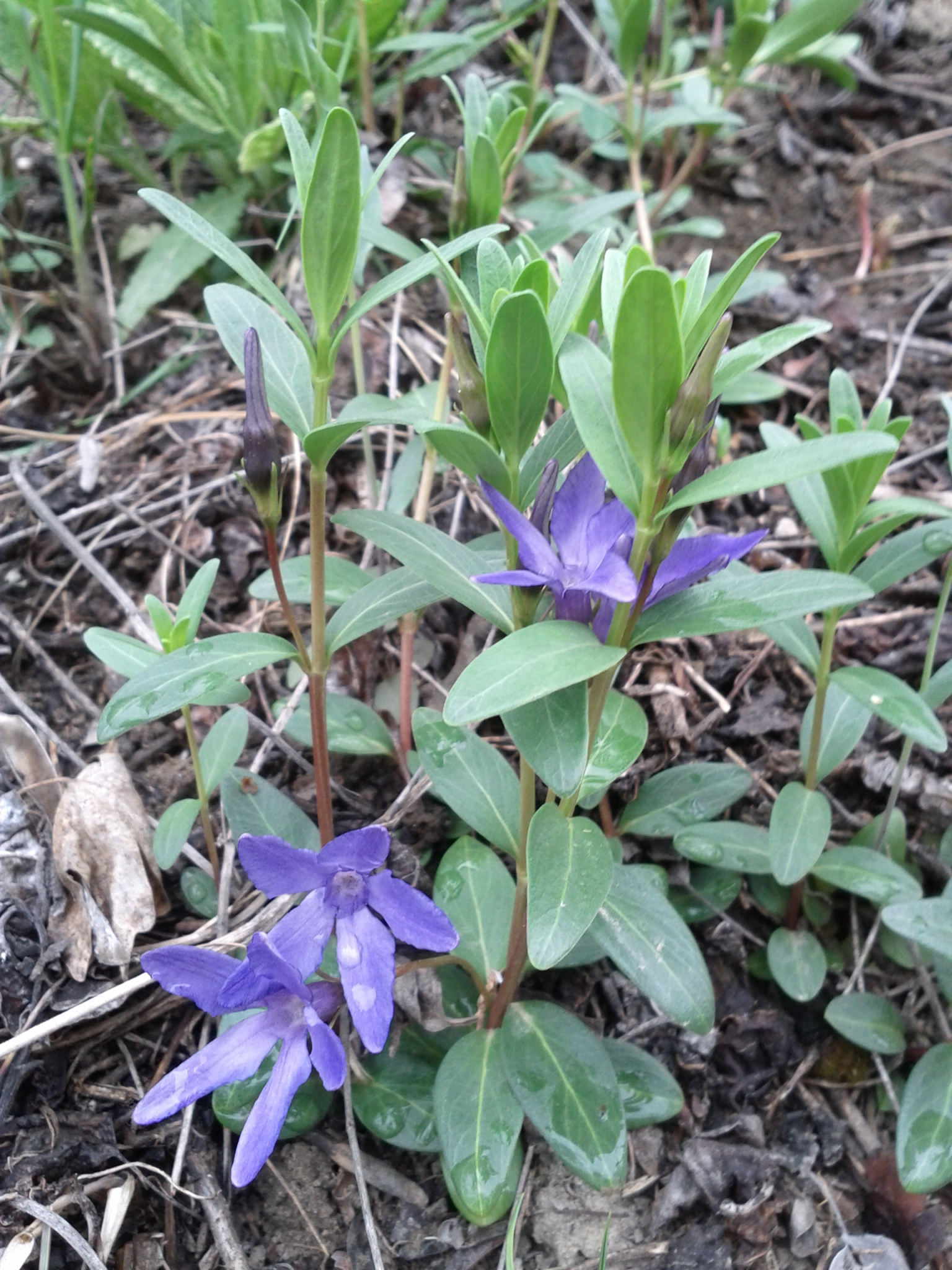
Barvínek bylinný (Vinca herbacea)

## Rozšíření
Rod barvínek zahrnuje 6 druhů. Je rozšířen v Evropě, Jihozápadní a Střední Asii a severozápadní Africe.
V České republice se vyskytuje barvínek menší (Vinca minor), druh rozšířený téměř v celé Evropě. V teplejších částech Evropy se dále vyskytuje barvínek větší (V. major), barvínek bylinný (V. herbacea) a v západní polovině Středomoří barvínek Vinca difformis. Severní okraj areálu barvínku bylinného zasahuje až do nejteplejších oblastí Slovenska. Druh Vinca erecta, je rozšířen v Afghánistánu a Střední Asii. V roce 2012 byl z oblasti východní Anatolie v Turecku popsán nový druh polokeřovitého růstu, Vinca soneri.

## Taxonomie
Rod Vinca je v rámci čeledi Apocynaceae řazen do podčeledi Rauvolfioideae a tribu Vinceae. Ze známějších rodů jsou do tohoto tribu dále řazeny např. rody Catharanthus a Rauvolfia.

## Obsahové látky a jedovatost
Barvínky obsahují malé množství alkaloidů a jsou mírně jedovaté. Průměrný obsah alkaloidů v nati barvínku menšího je asi 0,3%. Mezi alkaloidy byl identifikován vinkamin, pervincin, isovinkamin, vinkamidin, vinkaminorein a vinkaleukoblastin. Z dalších látek obsahuje barvínek menší saponiny, třísloviny, pektin, hořčiny (vincin), flavonoly a kyselinu ursolovou.
Tzv. vinka alkaloidy (vinca alkaloids), používané v chemoterapii při léčbě rakoviny, pocházejí z odlišné rostliny, barvínkovce růžového (Catharanthus roseus). Barvínkovec růžový pochází z Madagaskaru a v minulosti byl rovněž řazen do rodu Vinca.

## Zástupci
- barvínek bylinný (Vinca herbacea)
- barvínek menší (Vinca minor)
- barvínek větší (Vinca major)[1][7]

## Význam
Výtažky z různých druhů barvínku a izolované alkaloidy jsou zkoumány z lékařského hlediska. Alkaloid vinkamin způsobuje snížení vysokého krevního tlaku a používá se jako součást různých preparátů k léčbě hypertenze. Vinkaleukoblastin způsobuje trvalý pokles počtu bílých krvinek a potlačuje růst a aktivitu nádorových buněk. Barvínek menší má význam v bylinném léčení a homeopatii.
Barvínek menší (Vinca minor) je v České republice běžně pěstován v různých kultivarech jako stínomilná a půdopokryvná zahradní trvalka. Existují kultivary s bílými, růžovými či jinak zbarvenými květy, s panašovanými listy apod. V teplejších oblastech je možno s dobrým zimním krytem pěstovat i barvínek větší (Vinca major).
Ze sbírek českých botanických zahrad jsou uváděny různé kultivary barvínku menšího a barvínku většího a rovněž barvínek bylinný.

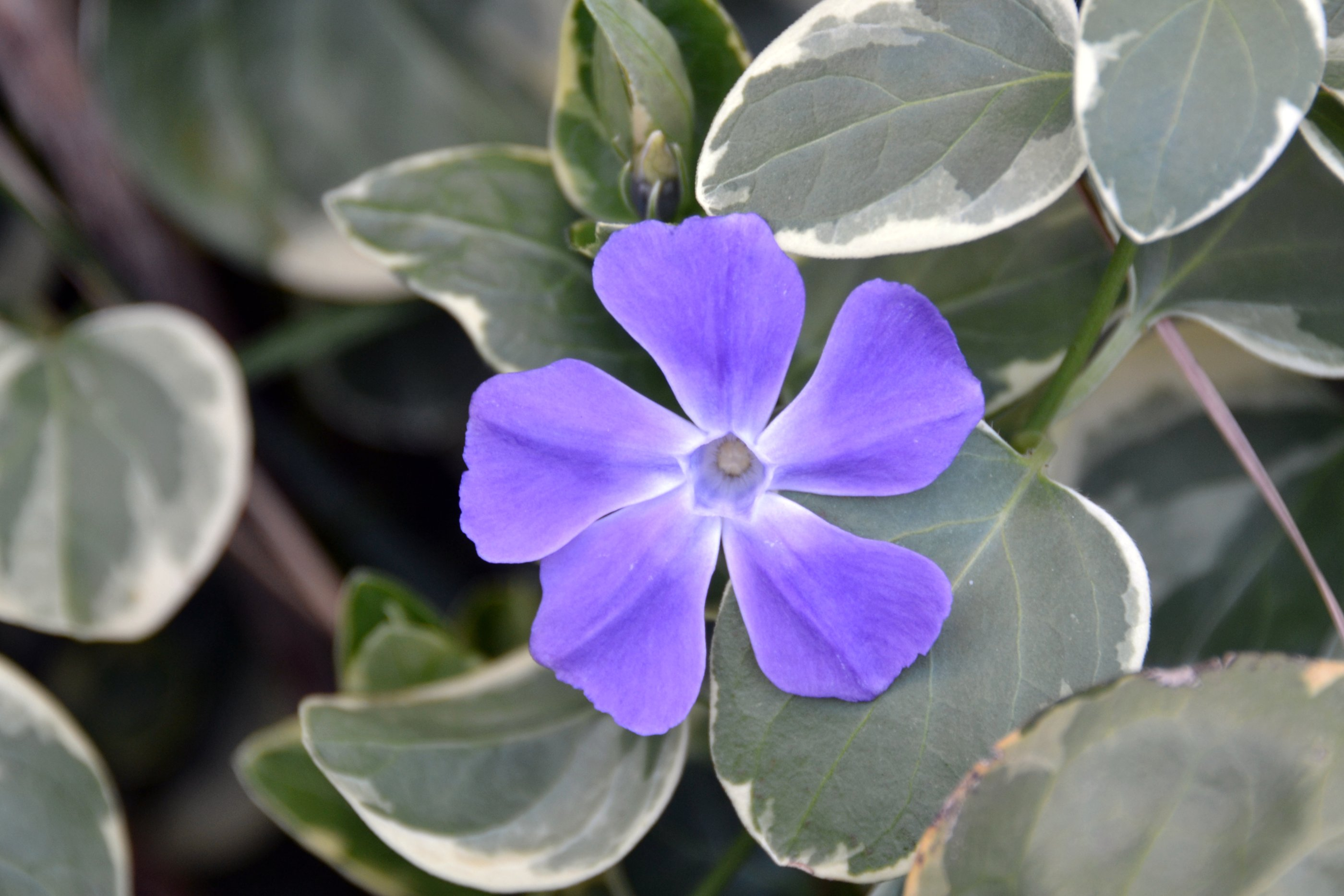
Bíle panašovaný kultivar barvínku menšího
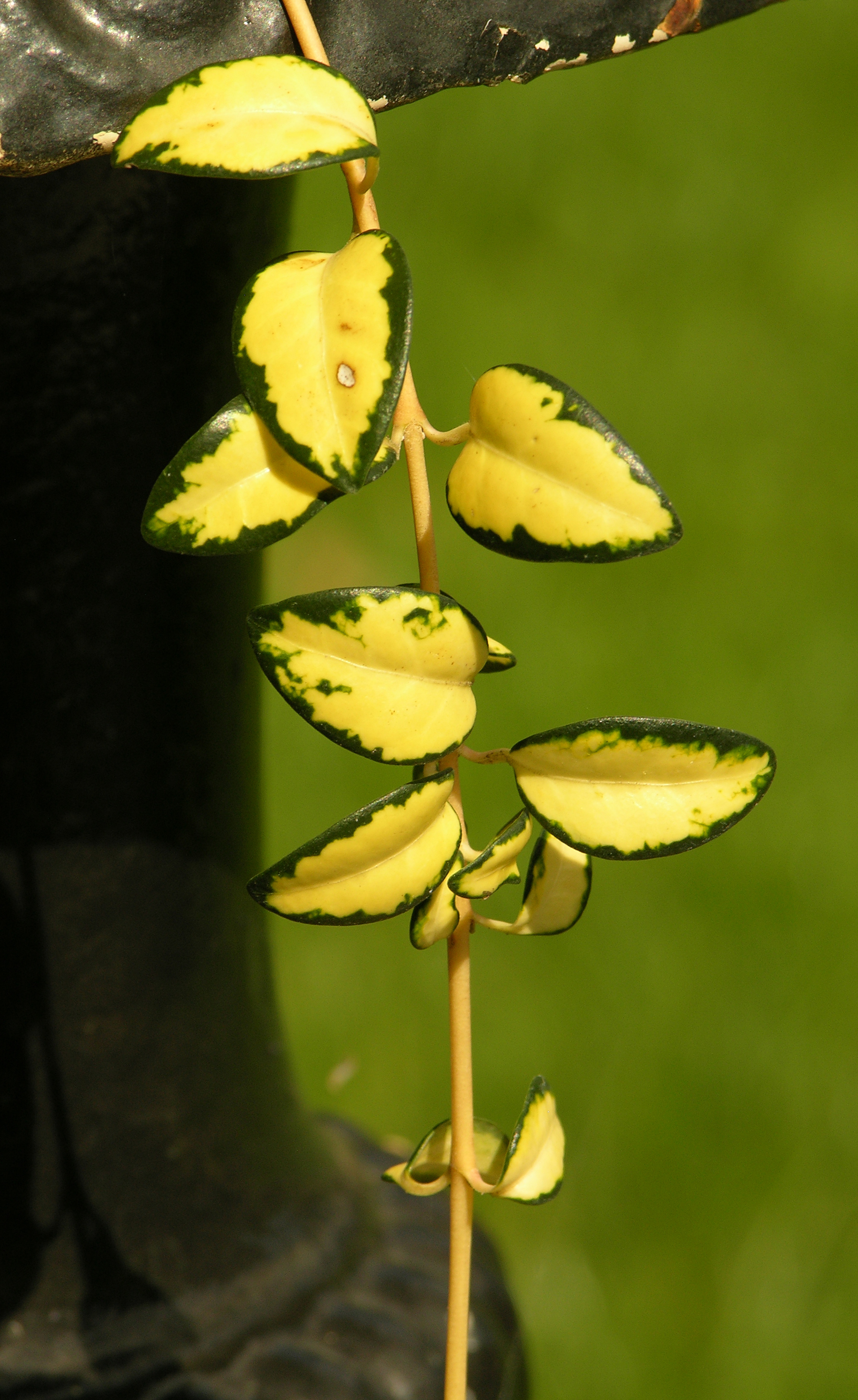
Žlutě panašovaný kultivar barvínku menšího 'Illumination'
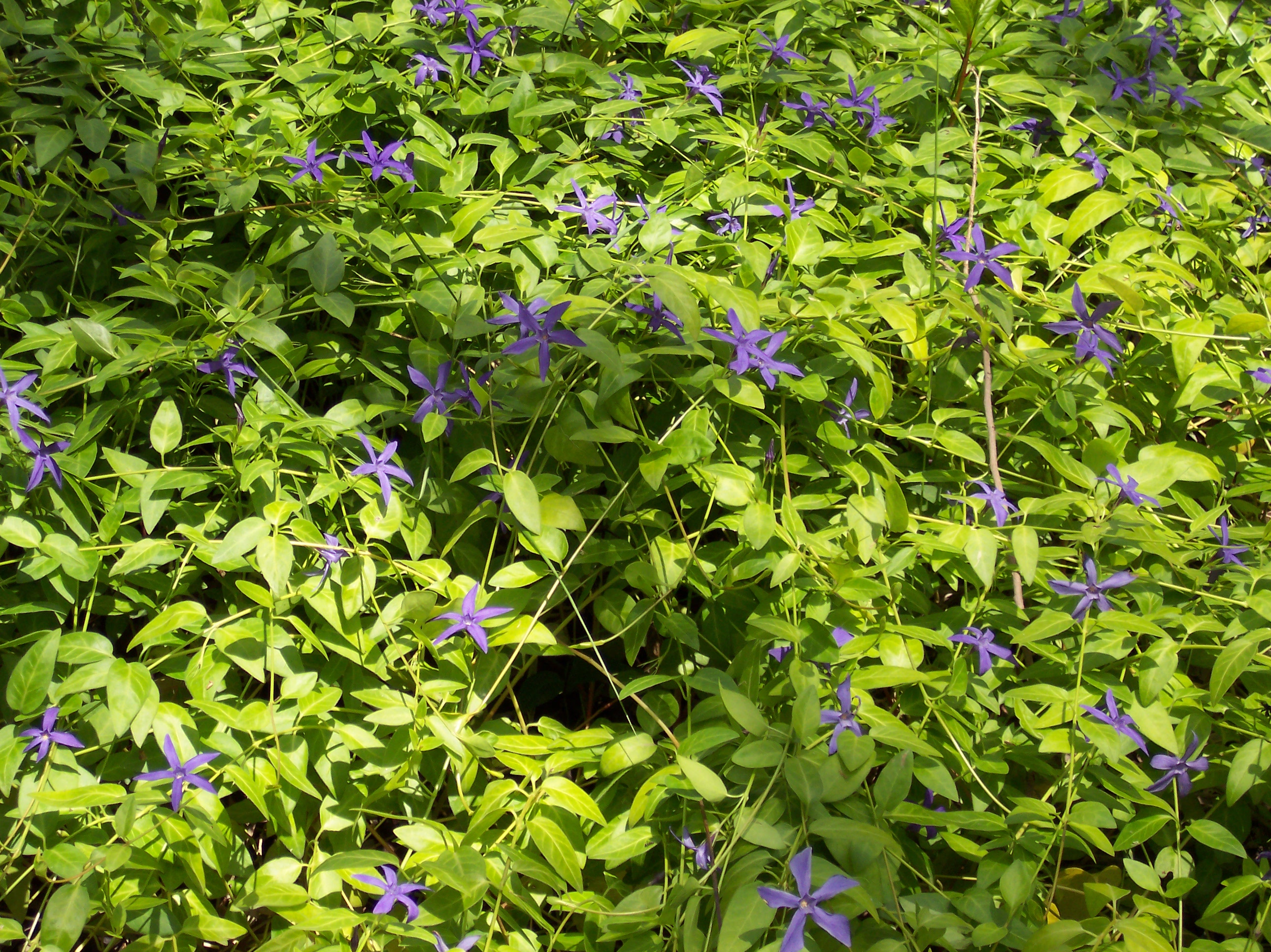
Zlatolistý kultivar barvínku většího 'Oxyloba'